# کریستوفر بوردمن
کریستوفر بوردمن (انگلیسی: Christopher Boardman; ۱۱ ژوئن ۱۹۰۳ – ۲۹ سپتامبر ۱۹۸۷) قایقران قایق بادبانی اهل بریتانیا بود.